# إدوارد بيرك (لاعب كرة قدم أمريكية)
إدوارد بيرك (بالإنجليزية: Edward Burke) هو لاعب كرة قدم أمريكية أمريكي، ولد في 2 نوفمبر 1907 في Larksville, Pennsylvania ‏ في الولايات المتحدة، وتوفي في 19 أغسطس 1967.